# Belony Dumas
Belony Dumas (Oullins, 18 luglio 1989) è un calciatore francese, difensore del Saint-Priest e della Nazionale di calcio di Saint-Martin.

## Carriera

### Nazionale
Nato in Francia da genitori haitiani e di Saint-Martin, ha scelto quest'ultima nazionale, debuttando il 12 ottobre 2019 nella vittoria per 3-0 sulle Isole Cayman, valida per la CONCACAF Nations League 2019-2020.

## Statistiche

### Cronologia presenze e reti in nazionale
Aggiornato al 22 maggio 2023
| Cronologia completa delle presenze e delle reti in nazionale ― Saint-Martin | Cronologia completa delle presenze e delle reti in nazionale ― Saint-Martin | Cronologia completa delle presenze e delle reti in nazionale ― Saint-Martin | Cronologia completa delle presenze e delle reti in nazionale ― Saint-Martin | Cronologia completa delle presenze e delle reti in nazionale ― Saint-Martin | Cronologia completa delle presenze e delle reti in nazionale ― Saint-Martin | Cronologia completa delle presenze e delle reti in nazionale ― Saint-Martin | Cronologia completa delle presenze e delle reti in nazionale ― Saint-Martin |
| Data                                                                        | Città                                                                       | In casa                                                                     | Risultato                                                                   | Ospiti                                                                      | Competizione                                                                | Reti                                                                        | Note                                                                        |
| --------------------------------------------------------------------------- | --------------------------------------------------------------------------- | --------------------------------------------------------------------------- | --------------------------------------------------------------------------- | --------------------------------------------------------------------------- | --------------------------------------------------------------------------- | --------------------------------------------------------------------------- | --------------------------------------------------------------------------- |
| 12-10-2019                                                                  | The Valley                                                                  | Saint-Martin                                                                | 3 – 0                                                                       | Isole Cayman                                                                | CONCACAF Nations League 2019-2020 - Fase a gironi                           | -                                                                           |                                                                             |
| 16-10-2019                                                                  | George Town                                                                 | Isole Cayman                                                                | 1 – 0                                                                       | Saint-Martin                                                                | CONCACAF Nations League 2019-2020 - Fase a gironi                           | -                                                                           | 90’                                                                         |
| 16-11-2019                                                                  | The Valley                                                                  | Saint-Martin                                                                | 1 – 0                                                                       | Barbados                                                                    | CONCACAF Nations League 2019-2020 - Fase a gironi                           | -                                                                           |                                                                             |
| 20-11-2019                                                                  | Saint Croix                                                                 | Isole Vergini Americane                                                     | 1 – 2                                                                       | Saint-Martin                                                                | CONCACAF Nations League 2019-2020 - Fase a gironi                           | -                                                                           |                                                                             |
| 3-6-2022                                                                    | The Valley                                                                  | Saint-Martin                                                                | 0 – 0                                                                       | Aruba                                                                       | CONCACAF Nations League 2022-2023 - Fase a gironi                           | -                                                                           |                                                                             |
| 7-6-2022                                                                    | Willemstad                                                                  | Aruba                                                                       | 3 – 0                                                                       | Saint-Martin                                                                | CONCACAF Nations League 2022-2023 - Fase a gironi                           | -                                                                           | 39’                                                                         |
| 13-6-2022                                                                   | Basseterre                                                                  | Saint Kitts e Nevis                                                         | 1 – 1                                                                       | Saint-Martin                                                                | CONCACAF Nations League 2022-2023 - Fase a gironi                           | -                                                                           |                                                                             |
| 23-3-2023                                                                   | The Valley                                                                  | Saint-Martin                                                                | 1 – 3                                                                       | Saint Kitts e Nevis                                                         | CONCACAF Nations League 2022-2023 - Fase a gironi                           | -                                                                           | 72’                                                                         |
| 12-9-2023                                                                   | Basseterre                                                                  | Saint-Martin                                                                | 2 – 1                                                                       | Bonaire                                                                     | CONCACAF Nations League 2023-2024 - Fase a gironi                           | -                                                                           |                                                                             |
| Totale                                                                      |                                                                             | Presenze                                                                    | 9                                                                           |                                                                             | Reti                                                                        | 0                                                                           |                                                                             |